# Discestra deleta
Discestra deleta là một loài bướm đêm trong họ Noctuidae.